# Nick Mallett
Nicholas Vivian Haward Mallett (Hertford Heath, 30 de octubre de 1956) es un historiador, entrenador y exrugbista sudafricano, nacido en el Reino Unido, que se desempeñaba como octavo. Fue internacional con los Springboks en 1984, su técnico de 1997 a 2000 y también dirigió a Italia entre 2007 y 2011.

## Biografía
Nacido en Inglaterra, Reino Unido, su familia se mudó a la Federación de Rodesia y Nyasalandia en 1956 y cuando solo tenía semanas de edad. Su padre fue profesor de inglés en Harare. En 1963 la familia se estableció finalmente en Ciudad del Cabo, Sudáfrica, por motivos laborales de su padre.
En 1977 Nick se graduó de licenciado en historia en la Universidad de Ciudad del Cabo. En 1979 se mudó al Reino Unido para asistir al University College donde realizó un posgrado.
Disfruta de su jubilación y desde 2011 no ha entrenado a ningún equipo. La única excepción fue en 2014, cuando dirigió a World XV en un solo partido contra los Springboks.

## Carrera
Mientras estudiaba en la universidad, debutó con Western Province de la Currie Cup en 1977 y jugó con ella hasta 1985. Interrumpió la trayectoria para jugar en Oxford University RFC cuando vivía en Inglaterra y para jugar profesionalmente en el italiano Rugby Rovigo Delta la temporada 1982–83.
En 1985 se mudó a Francia y vivió allí siete años, jugando primero en Saint-Claude Rugby hasta 1990 y en el Boulogne-Billancourt Rugby hasta 1992.

### Selección nacional
Cecil Moss lo convocó a los Springboks en 1984, cuando la selección estaba prohibida por el apartheid racista, para enfrentar a Sudamérica XV y allí jugó sus únicas dos pruebas. Marcó su único try en el debut.

## Entrenador

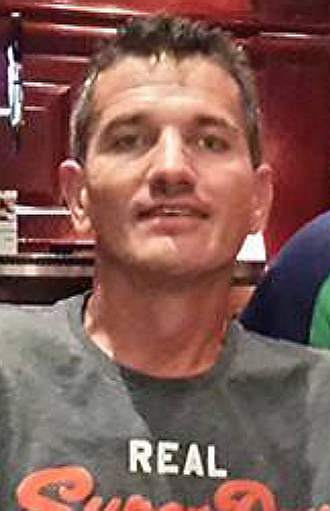
Mallett nombró a Joost van der Westhuizen capitán de los Springboks, en 1999.

Se interesó por dirigir mientras jugaba en Francia y así inició como entrenador en Sudáfrica, dirigiendo al False Bay Rugby Club en 1994. En 1995 asumió como entrenador de los Boland Cavaliers, equipo de la Currie Cup.
En 1996 André Markgraaff lo llevó como entrenador asistente a los Springboks. Mantuvo el puesto cuando Markgraaff renunció debido a realizar comentarios racistas y fue asistente del reemplazante Carel du Plessis.

### Sudáfrica
Sudáfrica Rugby lo nombró entrenador en jefe de los Springboks en agosto de 1997 y sucedió a Du Plessis. Hasta diciembre de 1998 la selección ganó 17 pruebas consecutivas, incluido el primer The Rugby Championship y la exitosa serie terminó con la caída ante Inglaterra en el imponente Estadio de Twickenham.
Su enemistada relación con el capitán Gary Teichmann, que acabó por explotar antes del mundial 1999, fue su gran polémica y aún hoy no se le perdona su insensata exclusión de la convocatoria a Gales 1999. Mallet eligió nuevo capitán a Joost van der Westhuizen y pese a que los jugadores estaban inestables por la expulsión de Teichmann, los Springboks lograron cuatro victorias consecutivas hasta ser eliminados en semifinales por los eventuales campeones Wallabies y finalmente ganaron el tercer puesto a los All Blacks.
En septiembre de 2000 Mallett, ya en situación crítica por la forma en que había tratado a Teichman, acusó a SA Rugby de «codicia» por vender entradas para el Tres Naciones a precios inflados. Fue a una audiencia disciplinaria y cuando se le acusó que sus comentarios habían desacreditado el juego; renunció.

### Stade Français Paris

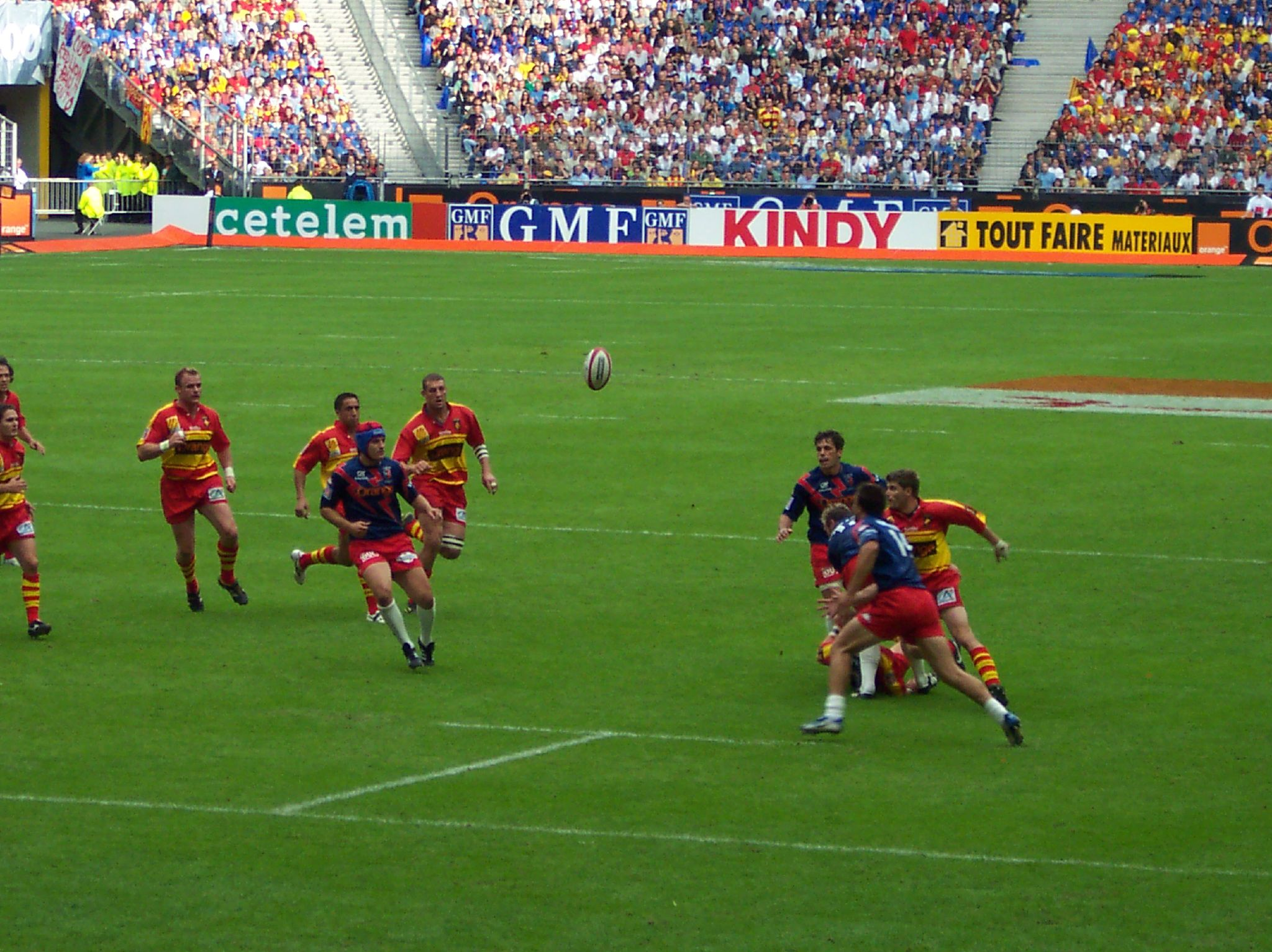
Stade Français jugando con Mallett de entrenador.

En 2002 fue contratado entrenador del Stade Français Paris, club francés del Top 14, al que llevó a dos títulos consecutivos en 2003 y 2004. Decidió no renovar y en cambio aceptó dirigir a su antiguo Western Province.
Debido a su impresionante logro con el Stade Français, en 2006 fue considerado sucesor de Andy Robinson como seleccionador de Inglaterra. Finalmente, el puesto acabó recayendo en Brian Ashton.

### Italia
En octubre de 2007 fue nombrado entrenador de Italia y reemplazó al francés Pierre Berbizier. Su debut se produjo en el Torneo de las Seis Naciones 2008, donde la Azzurri venció al XV del Cardo.
Durante las pruebas de mitad de año, obtuvo un buen resultado contra Sudáfrica en Ciudad del Cabo, a pesar de que Italia perdió 26–0. En Córdoba Italia ganó por primera vez a Argentina, gracias a un try de Leonardo Ghiraldini y un penal tardío de Andrea Marcato.
También entrenó a los Barbarians contra los All Blacks en diciembre de 2009 y ganaron 25–18. En 2010 volvió a dirigir a los Barbarians y le ganaron a Sudáfrica.
En el Seis Naciones 2010 Italia triunfó de nuevo contra Escocia y en el Seis Naciones 2011 venció a Les Bleus 22–21, logrando la mejor victoria en la historia de Italia hasta ese momento. Finalmente se retiró como entrenador tras Nueva Zelanda 2011, donde la Azzurri fue eliminada en la fase de grupos.

## Palmarés
- Campeón del Torneo de las Tres Naciones 1998.
- Campeón del Top 14 de 2002-03 y 2003-04.
- Campeón de la Lion Cup de 1984.
- Campeón de la Currie Cup de 1982, 1983, 1984 y 1985.